# Крокохід

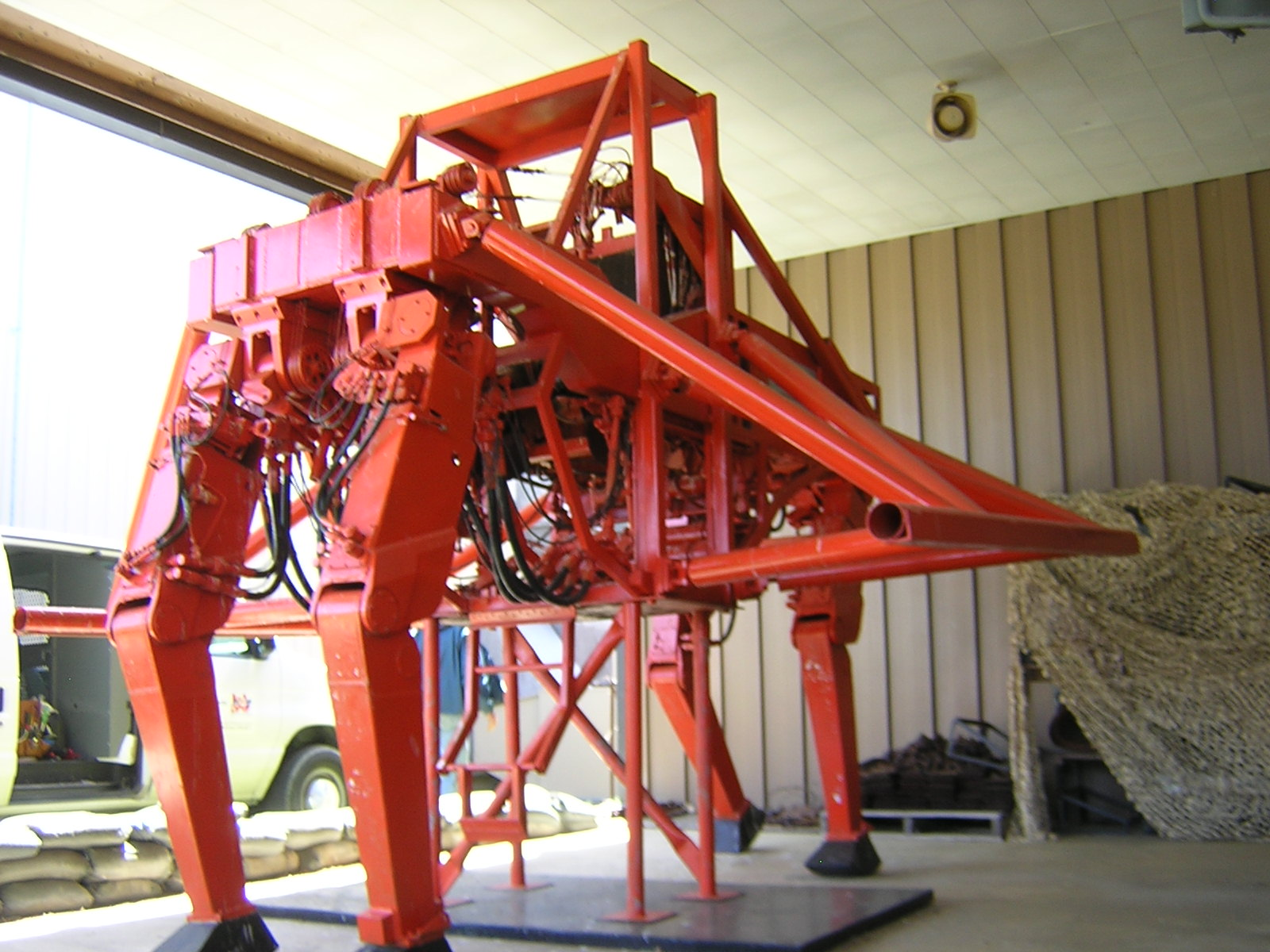
Чотириногий крокохід — експонат Військово-транспортного музею Армії США

Крокохо́ди або крокува́льні маши́ни — різноманітні машини, що пересуваються за допомогою опорних конструкцій, які згинаються або обертаються на шарнірі («ніг»), завдяки їх синхронізованому поступальному переставлянню (нагадує кроки людини або тварини, тобто машини, що «крокують») з гідравлічними, механічними, електричними та іншими приводами зазначених конструкцій та їх комбінаціями — електромеханічними, гідромеханічними тощо.
Зважаючи на конструктивну складність виконання, неясність цільового призначення, і як наслідок, невизначеність сфери практичного застосування з одного боку, а з іншого боку — дешевизну, надійність та простоту експлуатації сухопутних машин на традиційних варіантах рухомої платформи (насамперед, колісній, гусеничній, рейковій, канатно-тросовій, а також фрезерно-кільцевій, магнітно-левітаційній тощо), крокувальні машини наразі не набули у реальному житті значного поширення. З механізмів, що використовуються на практиці, можна назвати крокувальні екскаватори. Іншими важливими факторами, що перешкоджають впровадженню їх у промисловість, народне господарство або військову техніку, є енерговитрати, відносно високі самі по собі та їх зростання в міру збільшення маси переміщуваного тіла, довжини рухомих опорних конструкцій (крокувальних «кінцівок») і амплітуди кроку, а також вестибулярні навантаження на людину-оператора (водія) через нестійке положення кабіни оператора в «двоногих» і «чотириногих» моделях (тому основний напрям робіт, що реалізує такі варіанти конфігурації крокувальних опорних конструкцій — робототехніка, яка не вимагає перебування людини в машині та керована дистанційно або бортовим комп'ютером із закладеним алгоритмом дій).
Крокоходи дуже популярні в науковій фантастиці як приклади наземної техніки (зокрема бойової), зустрічаються в аніме та манзі, де активно використовуються як жанрова особливість меха-сентай. У порівнянні з колісною та гусеничною технікою крокоходам властива підвищена прохідність по перетятій місцевості. Головною проблемою у створенні крокоходів є співвідношення ціни та ефективності (зокрема маршової швидкості руху), а також відсутність достатньо енергоємних і при цьому компактних джерел енергоустановки та швидкодійних приводів для ходових ніг. Однак зараз триває розробка повноцінних крокувальних машин.

## Історія
Творцем першого крокохода в сучасному розумінні цього слова можна вважати російського вченого П. Л. Чебишова, який у 1860-х — 1870-х роках експериментував із крокувальними механізмами різної конфігурації. Проте, ні промисловість, ні наука тих років не зацікавились такого роду пристроями і вони ще довгий час існували у вигляді химерних винаходів, іграшок тощо. Про їх практичне застосування для вирішення промислових або військових завдань не йшлося. Перша раціоналізаторська пропозиція використовувати крокоходи для військових цілей відноситься до 1940 року, — на початковому етапі Другої світової війни, під враженням від успіхів Вермахту у Франції, британські вчені, співробітники інженерної компанії «Аллен & Ко» А. Хатчінсон і Ф. Сміт запропонували створити тисячотонний ходячий танк (1000-ton walking tank) на чотирьох опорних кінцівках, щоб ефективно протистояти німецьким Панцерваффе. Під їх керівництвом інженери компанії склали добірку креслень та технічної документації для промислового виробництва винаходу. Підвісна система ходячого танка теоретично забезпечувала йому стійкість у русі по нерівній поверхні. Зацікавити британські імперські органи управління військовою промисловістю і наукою цим проєктом не вдалося і задум у планованому вигляді реалізований не був, військове міністерство припинило фінансування проєкту на користь практичніших напрямків роботи і вченим лише вдалося сконструювати дослідний прототип крокувального танка менших розмірів зооморфного вигляду, деяку подобу обертових тазостегнових і колінних суглобів (rolling thigh joint), керованих системою тросів, що обплутували опорні кінцівки машини і сходилися в консолі оператора. Оператор керував машиною натискаючи руками та ногами на важелі та педалі відповідно. Важелі надавали руху переднім кінцівкам, педалі — заднім кінцівкам. Механічні зусилля оператора передавалися на згини опорних кінцівок через гідропідсилювачі. Машина успішно підіймалася на підвищення на зразок купи книг.

Початок розвитку крокувальних машин покладено в післявоєнний час, у 1950-ті роки. 1954 року в США ініційовано програму проведення фундаментальних досліджень та науково-дослідних робіт з тематики створення «природних машин», що реалізують у своїй конструкції природні форми та способи локомоції живих істот. За межі креслень та обґрунтування недоцільності технічного втілення подібного роду задуму справа тоді не пішла. Далі серед залучених наукових установ просунувся Ратґерський університет, група вчених якого під керівництвом завідувача кафедри машинобудування, професора Р. К. Бернарда фактично задала напрямок усіх подальших робіт. Вчені добре опрацювали теоретичний бік питання розробки біомеханічних рушіїв і випробували мініатюрні моделі крокувальних, бігальних, скакальних, чвалувальних, стрибальних і повзальних пристроїв. З усіх досліджених форм саме «важільна машина» (levered vehicle) у підстрибувальному чи крокувальному варіанті реалізації, на думку вчених, була найпридатнішою до виконання різних військових завдань. При цьому саме підстрибувальну машину визнали ідеальним варіантом такого роду, за зразок для копіювання кінцівок і рухів серед представників фауни конструкторським установам пропонували брати звичайних коників. Проте, було визнано, що такий варіант є найскладнішим для технічної реалізації, оскільки неодмінно вимагає додаткових засобів коригування траєкторії польоту (ті ж коники мають для цього крила, що дозволяють їм коригувати траєкторію польоту та збільшують точність приземлення, а кенгуру користуються хвостом), не кажучи про динамічні навантаження на опорні кінцівки в момент поштовху і особливо приземлення. Тому, попри те, що підстрибувальні машини перевершували крокувальні в швидкості і маневреності, останні визнано простішими для технічного опрацювання. Машинобудівному факультету Мічиганського університету під керівництвом декана факультету, професора Джозефа Шиглі доручили розробити моделі трансмісії та передач для таких машин. Власне, саме перед проф. Шиглі та його колективом науковців було поставлено те, що можна назвати тактико-технічним завданням із десяти пунктів цілком конкретних по суті (8 із 10 пунктів відповідали принципам пересування живих істот і лише 2 мали явно штучне походження), оскільки всі попередні роботи мали абстрактний характер. Колектив університету Мічігану створив машину на 16 кінцівках з ручним управлінням оператором з кабіни, розташованої на становій несній частині («спині») конструкції машини. Саме мічиганський прототип та роботи, проведені під керівництвом проф. Шиглі дали значний обсяг емпіричних даних щодо реалізовності/нереалізовності раніших конструкторських задумів крокувальних машин. Трохи пізніше, Шиглі опублікував у стислому вигляді висновки за підсумками проведених досліджень у журналі «Нью саєнтист». На початку 1960-х років у Лабораторії сухопутної локомоції Детройтського арсеналу у Воррені, штат Мічиган, сконструйовано павукоподібний крокувальний пристрій із кривошипним механізмом перетворення енергії обертання двигуна в поступальні рухи опорних кінцівок.
Проте, всі перелічені експерименти швидше призначалися не для підтвердження, а навпаки, для спростування науково-практичним способом різноманітних теорій та ідей, і здійснювалися або на малих фондах, або самофінансуванні. Інтенсифікація робіт зі створення крокувальних машин (переважно зооморфного вигляду, на чотирьох та шести опорах) у США припала на середину 1960-х років і збіглася за часом з інтенсифікацією американського військового втручання у Південно-Східній Азії під час Другої індокитайської війни. У зв'язку з виявленою на початковому етапі ескалації військових дій у В'єтнамі непідготовленістю Збройних сил США до дій у тропічних і субтропічних лісах, підприємства американської військової промисловості кинулися спішно заповнювати виявлену прогалину, навперебій пропонуючи командуванню сухопутних компонентів різних видів озброєнь, які відрізнялися підвищеною прохідністю в порівнянні з традиційними колісними та гусеничними машинами, що дало поштовх розвитку машин зі шнекороторним рушієм, машин із гнучким шасі (англ. flexible frame vehicles), зчленованих машин, машин з еліпсоїдними колесами, гусеничним рушієм із надувними котками, бойових і транспортних машин на повітряній подушці, різного роду підлітальних машин і «летючих джипів», засобів індивідуальної аеромобільності на реактивній і гвинтовій тязі. Набули розвитку й крокоходи.

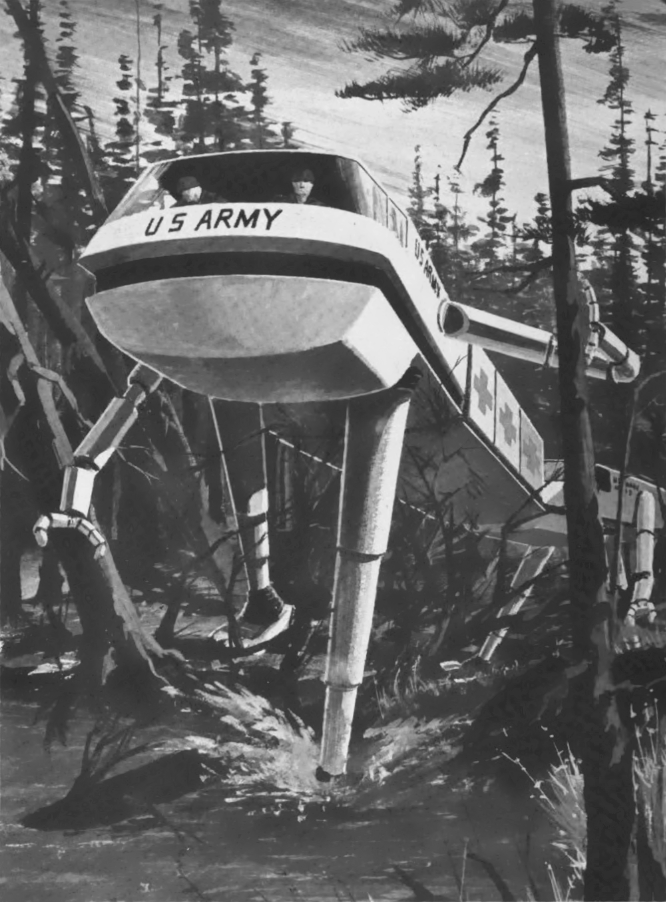
«Ленд-Вокер» (живопис)

21 квітня 1964 року на Нью-Йоркській всесвітній виставці працював павільйон Департаменту армії США «Армійська мобільність: Погляд у майбутнє» (англ. Army Mobility Looks to the Future), де серед восьми перспективних концептів футуристичних засобів забезпечення рухливості сухопутних військ у вигляді ескізів та картин було представлено крокохід «Ленд-Вокер» (англ. Army Landwalker) на чотирьох опорних кінцівках («ногах») з чотирма важелевими маніпуляторами («руками»), офіцери транспортно-логістичної служби роз'яснювали відвідувачам виставки напрямки роботи науково-дослідних установ Транспортного управління і потенціал застосування зазначеного типу машин.
Агентство з перспективних науково-дослідних розробок США (ДАРПА), що традиційно опікувалося різного роду революційними ідеями, ініціювало програму «Еджайл» (AGILE), у рамках якої фінансувався цілий ряд проєктів транспортних засобів з нетрадиційними варіантами рушія, що проходили також випробування в континентальних штатах, а також у контрольованій американським військовим контингентом зоні Панамського каналу (відомо, що випробування пройшло понад тридцять дослідних прототипів машин з різним типом рушія, однак, достовірно невідомо чи серед них були зразки крокувальної техніки). Спектр потенційного застосування крокоходів передбачав залучення їх для протипартизанських заходів, форсування водних перешкод з крутими берегами та швидкою течією, марш-кидків у гірсько-скелястій місцевості. В цілому, сама атмосфера 1960-х років, розмаїття досягнень науково-технічного прогресу того періоду впроваджених у повсюдний ужиток, сприяли освоєнню різноманітних революційних напрямів розвитку техніки військового та невійськового призначення, — ні до, ні після того десятиліття нічого подібного за масштабом і розмахом у світовій історії не спостерігалося. Політ технічної фантазії проєктувальників стримували лише реальні можливості крокувальної техніки (які були дуже обмеженими), наявна виробнича база та органи бюджетного контролю, які нещадно «рубали» перспективні напрямки робіт, «вибиваючи» фінансування з-під будь-яких проєктів і повертаючи їх на стадію паперового проєктування. Логіка раціоналізаторів, що підводили під проєкти такого роду фінансове та виробничо-технічне обґрунтування, була досить простою і спиралася на судження про високу прохідність даного типу техніки: «На певних типах місцевості кінь вартістю п'ятдесят доларів перевершить танк вартістю чверть мільйона доларів».

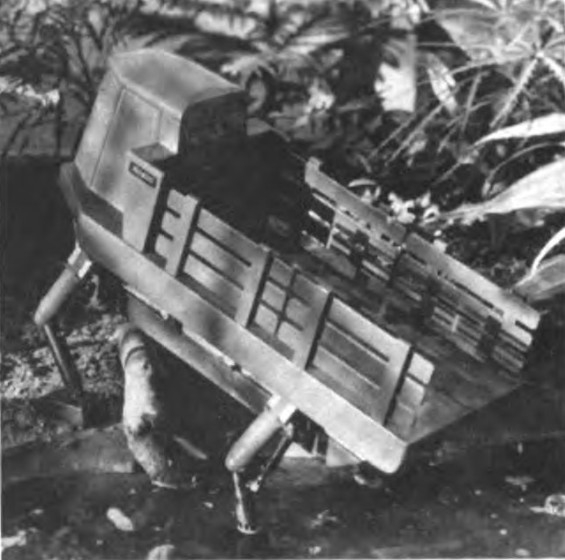
«Walking Truck» виходить на берег (макет)

Проблема з технічною реалізацією зазначеного судження полягала в тому, що варіанти втілення «механічних коней» у металі обходилися не набагато дешевше, ніж танки за чверть мільйонів доларів. Крім того, промислове лобі, що живилося від танкових заводів, які випускали гусеничну бронетехніку і пов'язане з вищими політичними колами, не дало б ні під яким приводом посягнути на застовплені ним сектори федерального бюджету, тому не було навіть мови про прийняття на озброєння та серійне виробництво в найближчій перспективі. Проте, промисловому гіганту «Дженерал електрик» вдалося монополізувати напрямок розвитку крокувальної техніки (свої власні проєкти індустріальної робототехніки вели «Дженерал електрик», «Дженерал моторс», «Вестінгауз») і отримати низку замовлень на проведення дослідно-конструкторських робіт відділом озброєння підрозділу військової електроніки (Ordnance Department of the Defense Electronic Division) у Пітсфілді, штат Массачусетс. Значною мірою, «рушіями» цього процесу виступали самі ж співробітники компанії, які тривалий час у приватному порядку експериментували з крокоходами, головним ідейним натхненником яких можна назвати Ральфа Мошера, який багато років присвятив роботі над цією тематикою. Паралельно з «Дженерал електрик» проєкт власної «крокувальної вантажівки» (з кузовом як у звичайної вантажівки) розробляли під керівництвом Рональда Лістона в підрозділі сухопутної локомоції Лабораторії засобів забезпечення рухливості (Land Locomotion Division, Mobility Systems Laboratory) Автобронетанкового управління Армії. Тоді ж Лістон отримав спеціальну премію Міністра армії США на проведення досліджень зі заданої тематики спільно з науковцями Мічиганського технологічного університету, що підкреслювало важливість та пріоритетність цього напряму досліджень для військового керівництва. Проте роботи не просунулися далі створення інженерами дерев'яних макетів у натуральну величину і одного незавершеного дослідного прототипу Автобронетанкового управління, а також одного дослідного прототипу компанії «Дженерал електрик», який пройшов випробування, але не пішов у серію. На початку 1970-х років дії американських військ на сухопутному театрі військових дій В'єтнамської війни стали сходити нанівець, звівшись до нанесення авіаударів по великих адміністративно-промислових центрах противника і дій тактичної авіації в своєму тилу. В цих умовах сухопутні машини підвищеної прохідності стали не потрібними і практично всі проєкти такого роду до того моменту були припинені, багато з них назавжди. Радянські досліди цього ж періоду в напрямку створення певної подоби крокоходів для практичного використання під водою, обмежилися серією безлюдних телекерованих апаратів (інформаційно-керувальних комплексів) «Манта», розроблених Інститутом океанології АН СРСР і випробуваних у 1971—1973 роках.
Зразки крокувальної техніки, що залишилися у вигляді креслень, макетів і кадрів документальної кінохроніки, інспірували письменників-фантастів і діячів американського кінематографа включити її у свої твори. Друге народження крокувальної техніки в США відбулося на хвилі завершення періоду розрядки та повторного наростання міжнародної напруженості в період чергового витка американсько-радянської конфронтації. На хвилі ініційованої Президентом США Рональдом Рейганом програми Стратегічної оборонної ініціативи («Зоряних воєн») отримали розвиток низка проєктів створення зброї на нових засадах. Серед інших, у липні-серпні 1983 року Університет штату Огайо в Колумбусі отримав контракт на розробку «крокувального танка» (англ. walking tank). У науковій пресі цей епізод прокоментували жартами, що військове командування надивилося фільмів з циклу «Зоряні війни» (де були дуже реалістичні батальні сцени з «імперськими крокоходами» на двох- і чотирьох кінцівках). Підставою для вкладення бюджетних коштів була та сама проблема підвищення прохідності сухопутної техніки, оскільки в агентстві наполягали на тому, що половина земної поверхні принципово непрохідна для колісної і гусеничної техніки. Третє народження крокувальної техніки, тепер уже роботизованої, без оператора всередині, припало на період американського військового втручання в країнах третього світу, але знову не просунулося далі за створення дослідних прототипів.

## Гібриди
Пропоненти створення та впровадження крокувальних машин, зокрема той же Мошер, розуміючи, що увагу вищого керівництва втрачено безповоротно, намагаючись реанімувати саму ідею крокоходів, пропонував проміжні та комбіновані варіанти рушіїв: колісно-крокувальні, гусенично-крокувальні, крокувально-плавучі тощо. У всіх перерахованих випадках машина мала основний та допоміжний рушії. Крокувальним кінцівкам відводилася роль допоміжного рушія, призначеного, наприклад, для руху по м'яких, хитких і в'язких ґрунтах, самостійного витягання машиною себе самої з в'язкого ґрунту, буксирування, підштовхування та виштовхування інших застряглих машин, надання машині стійкого положення на нерівному ґрунті для точнішого наведення озброєння та виконання іншої корисної роботи, створення додаткових точок опори для компенсації сили віддачі ствольної зброї, збільшення маси вантажу, що переміщується при вантажно-розвантажувальних роботах, обслуговування підводних військових об'єктів і баз, а також для інших потреб. Альтернативним варіантом були машини з модульними важелевими пристроями (англ. modular legs), що дозволяють машині виконувати функції підйомного крана, буксира тощо. В такому разі йшлося вже не про крокувальні, а про важільні машини, де один чи більше важелів могли використовуватися для різної механічної роботи, зокрема й для пересування машини-носія. Крім описуваних вище машин з опорними кінцівками, пропонувалися варіанти колісних крокоходів (англ. wheel walker), де опорами були поздовжні колісні пари на гнучкій незалежній підвісці, що крокують методом провороту колісної пари навколо її осі.

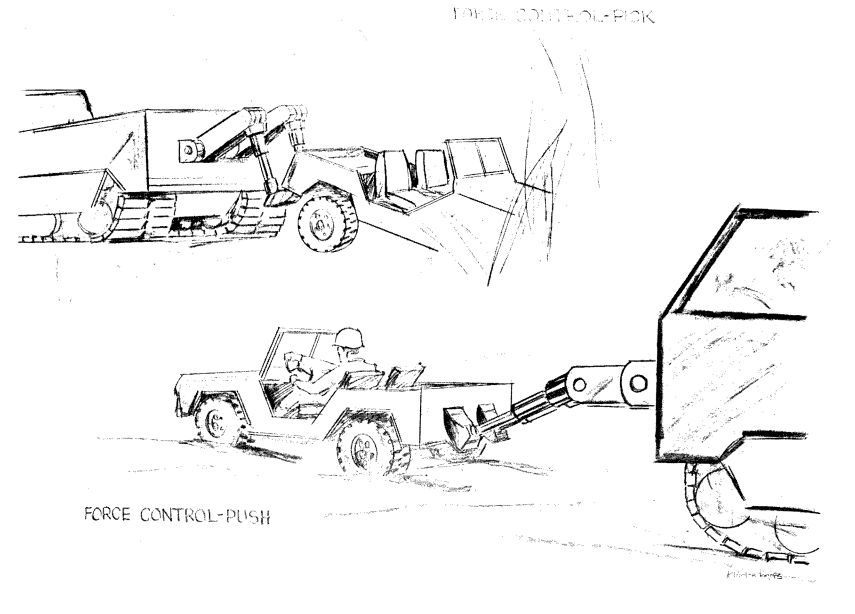
Буксир штовхач/тягач
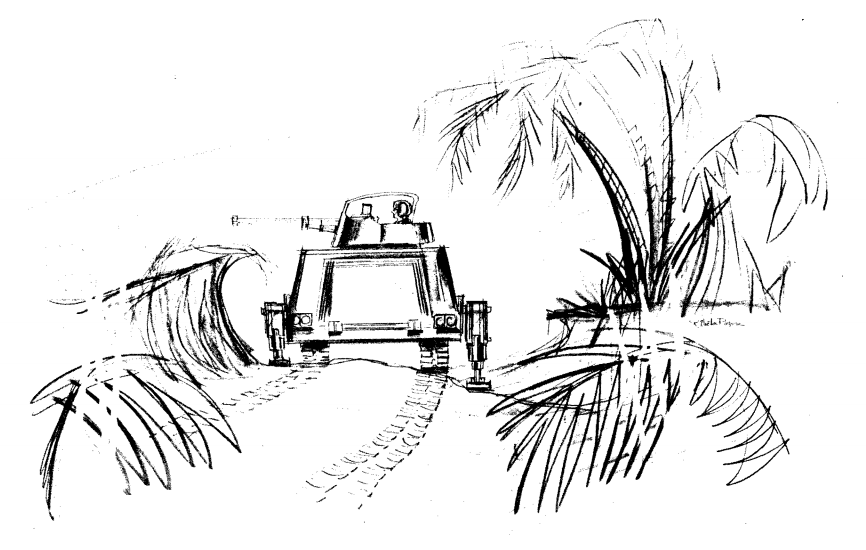
Пристрій підвищення стійкості
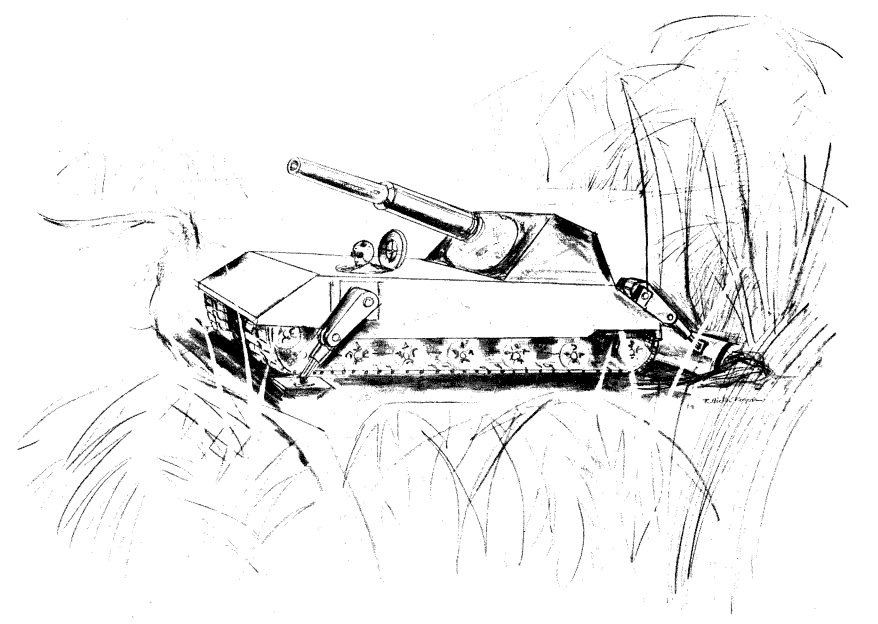
Пристрій витягання машини із в'язкого ґрунту
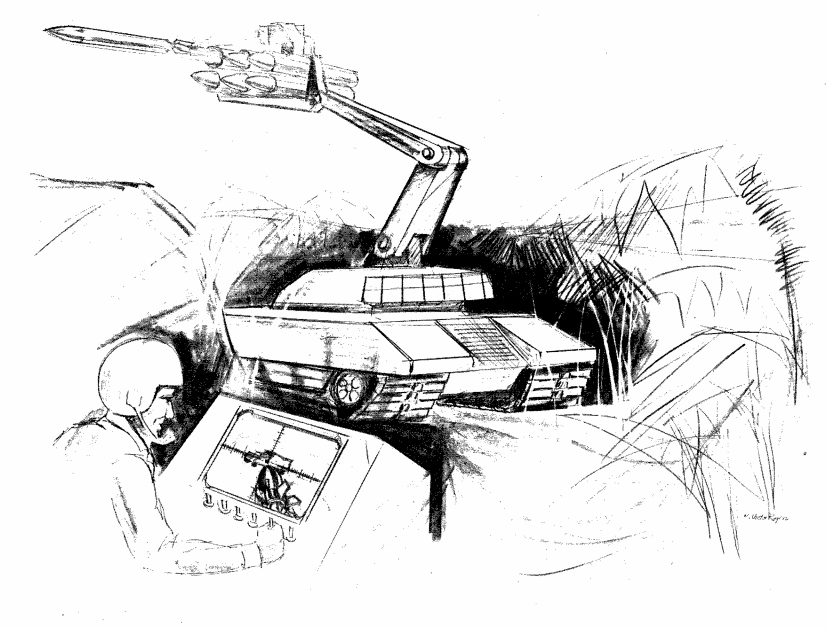
Ракетна пускова установка
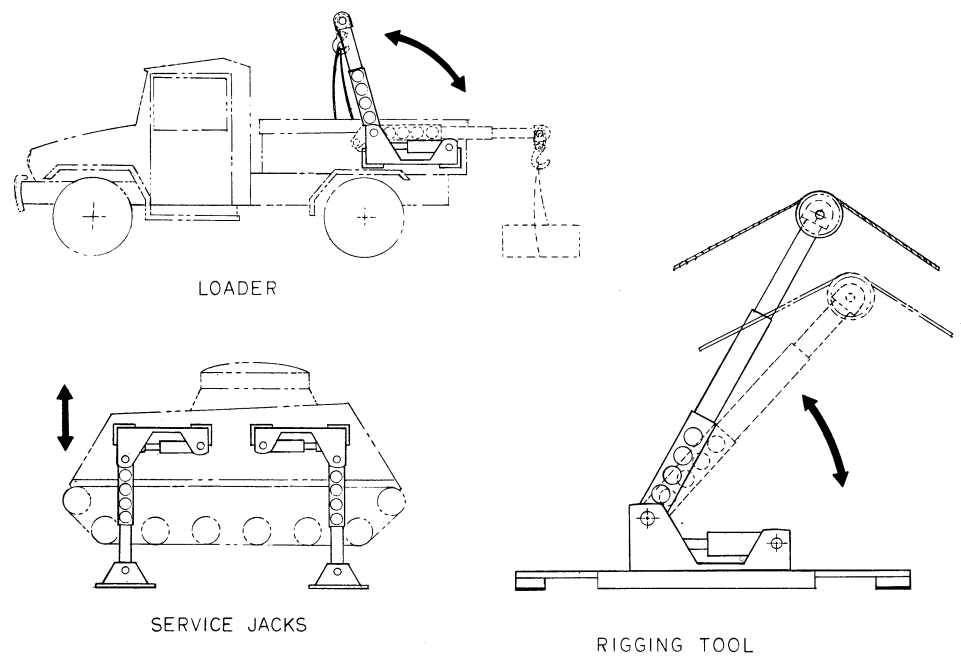
Багатоцільовий важільний механізм
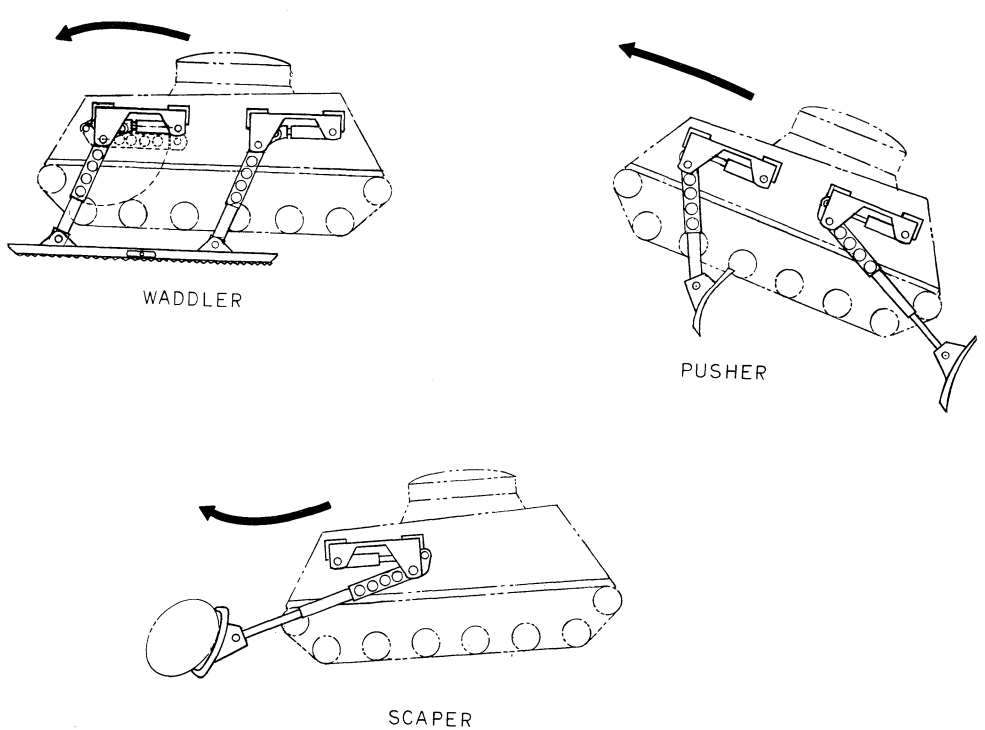
Багатоцільовий важільний механізм
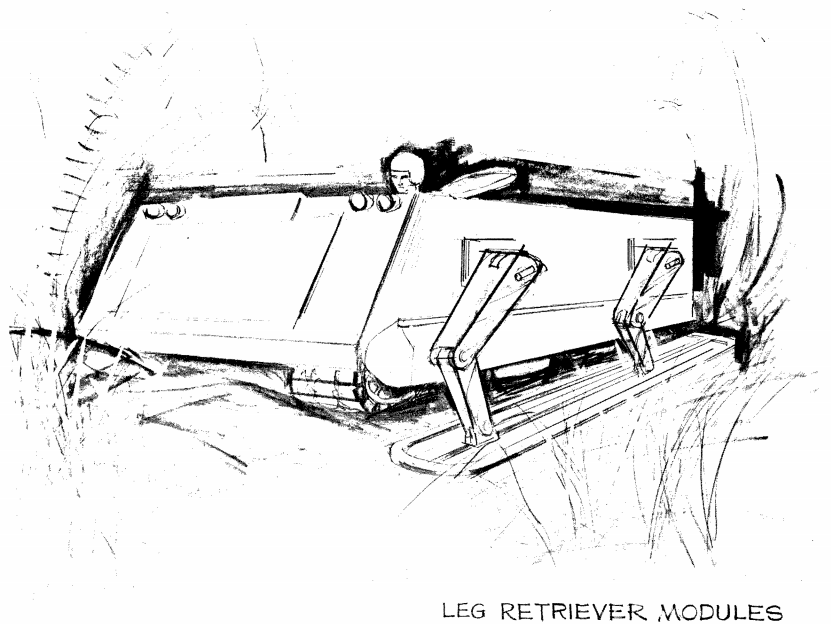
Бротетранспортер M113 з допоміжним крокувальним рушієм
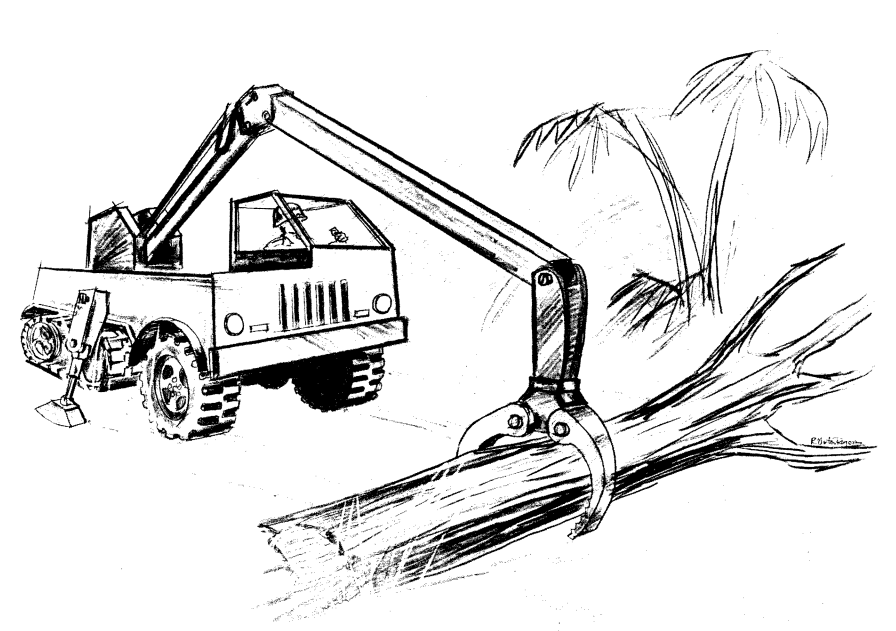
Напівгусеничний кран-маніпулятор
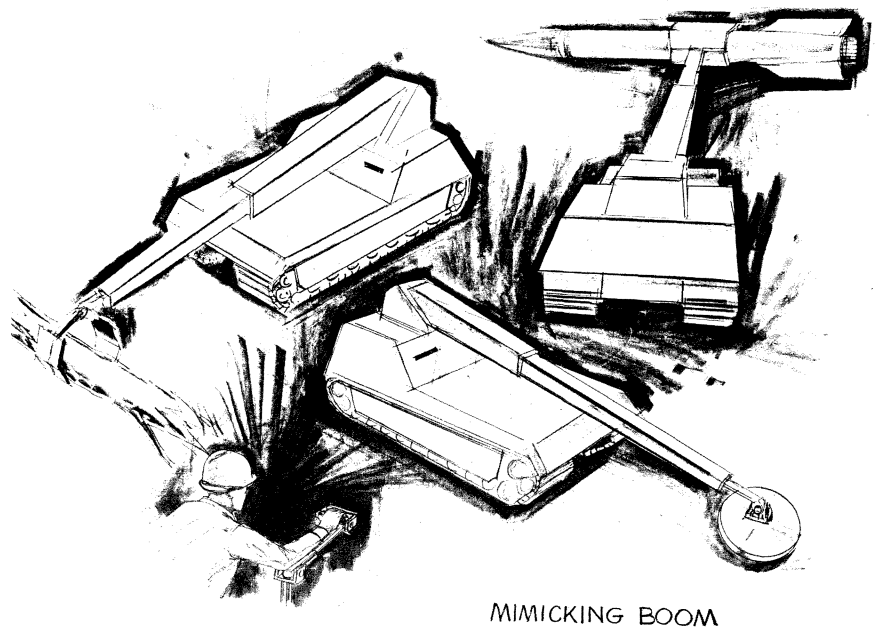
Гусеничний автокран
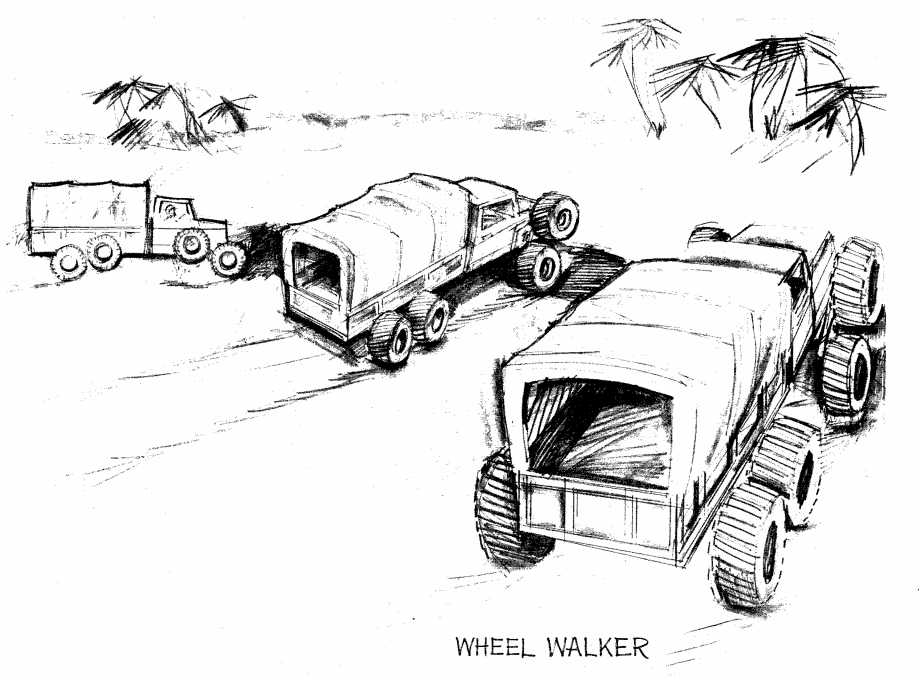
Колісний крокохід
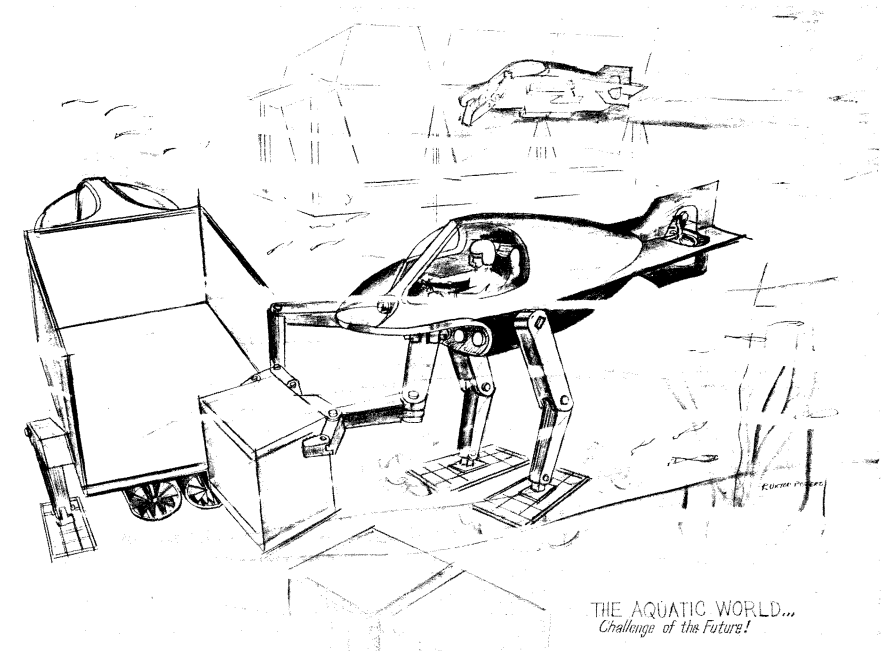
Підводний крокохід

## Роботизовані машини

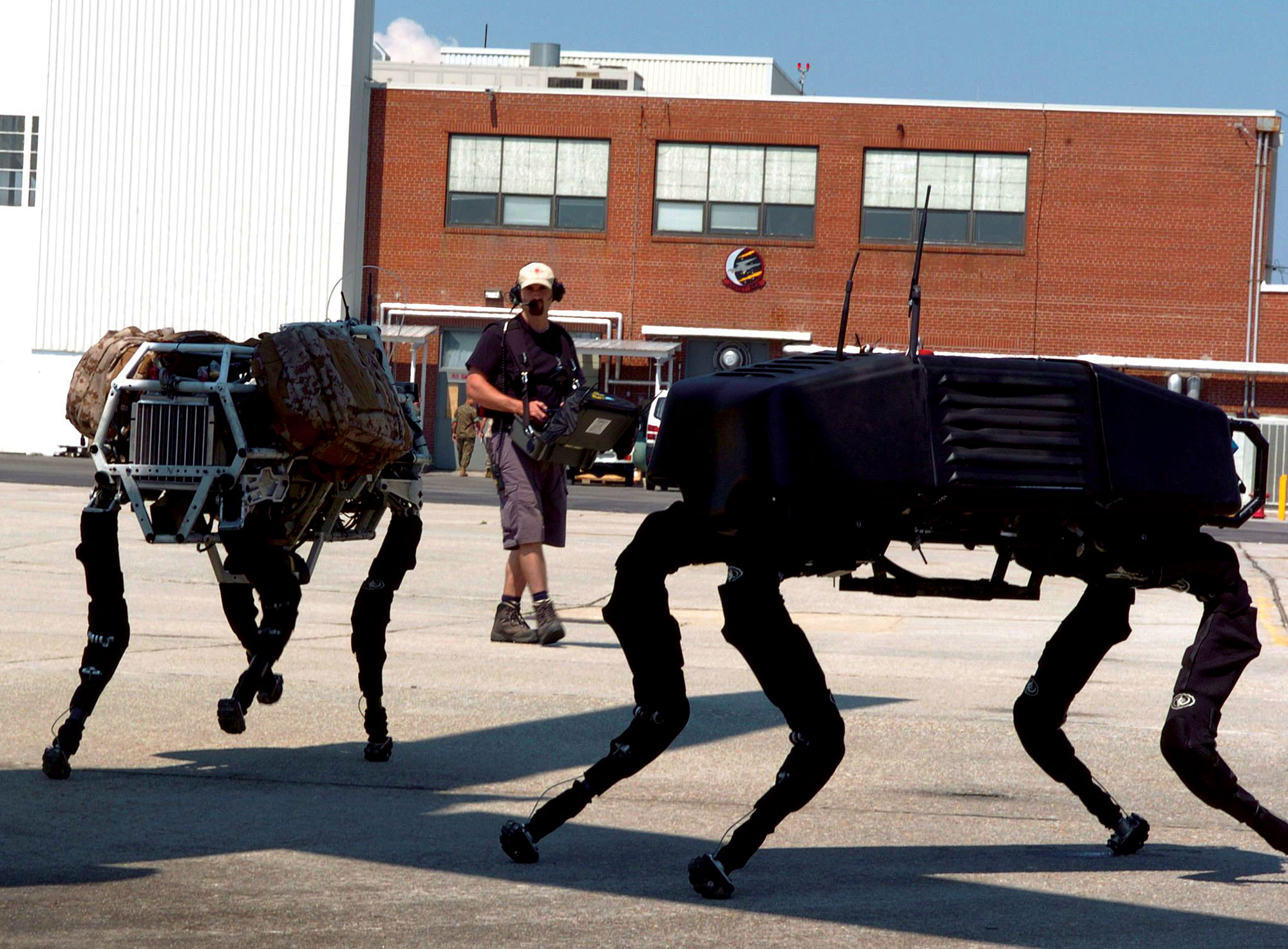
Роботи BigDog

У другій половині 1980-х корпорації Мартін-Маріетта вдалося підвести фінансування ДАРПА під чергову програму створення автономних сухопутних машин (англ. Autonomous Land Vehicle Project) з різними типами рушіїв. У цьому випадку під «автономними» розумілися роботизовані машини без операторів і без кабіни, що діють у повністю автономному режимі за закладеною програмою, або в напівавтономному режимі за командами з пульта дистанційного керування. Початковим етапом програми стало комп'ютерне моделювання пересування тварин (англ. Computer Simulation of Animal Navigation, CSAN), для чого розробили спеціальний програмно-апаратний комплекс з різними типами модельованої місцевості. Наскільки далеко вдалося просунутися інженерам з Мартін-Маріетта залишається невідомим.

## Хронологія
Нижче перераховано основні віхи в розвитку крокувальних машин:
Передісторія
- 1738 — французький винахідник, асоційований член Французької академії наук Жак де Вокансон представив публіці в Парижі «качку, що жує[en], що жує» — механічну іграшку з 4-х тисяч деталей[24].
- 1774 — швейцарський годинникар П'єр Жаке-Дро[en] представив публіці «письменника, художника та піаністку»[en] — автомат у вигляді трьох людських фігур, що виконують різну точномеханічну роботу (написання слів, малювання зображень, гру на фортепіано)[24].

Історія
- 1870 — професор Петербурзького університету П. Л. Чебишjв сконструював крокохід на 4-х кінцівках[25].
- 1892 — американський винахідник і раціоналізатор Льюїс Рюгг із Сент-Пола (Міннесота), подав у Патентне відомство США патентну заявку на винахід педального «механічного коня» (mechanical horse), який переставляє копита-опори завдяки «пришпорюванню» їздцем — натисканню на стремена. Чи були спроби реалізувати задум у металі невідомо[26][27].
- 1913 — американська компанія Monighan Machine Co. на основі розробки інженера Остіна Мартінсона побудувала перший крокувальний екскаватор[28].
- 1940 — WH Allen & Company Ltd в Лондоні спроєктувала крокохід на 4-х кінцівках; на замовлення Військового міністерства Великої Британії побудовано й випробувано в лабораторних умовах модель малих розмірів. Керівники — А. Гатчинсон і Ф. Сміт[29].
- 1961 — у підрозділі Space Division корпорації Aerojet-General в Ель-Монте (Каліфорнія) створено крокохід на 8 кінцівках Iron Mule Train («залізний мул»). Керівник — Р. Альберт Моррісон[30].
- 1965 — крокохід на 4-х кінцівках Quadruped Transporter[en] виготовлено у відділі озброєння підрозділу військової електроніки компанії General Electric у Пітсфілді (Массачусетс), за контрактом з Автобронетанковим управлінням Армії США. Керівник — Ральф Мошер[31][32].
- 1968 — крокохід на 4-х кінцівках Walking Truck[ru] створювався підрозділом сухопутної локомоції Лабораторії засобів забезпечення рухливості Автобронетанкового управління Армії США. Закінчено лише макети в натуральну величину, дослідний прототип не закінчено. Керівник — Рональд Лістон.
- 1968 — в лабораторіях Університету штату Огайо в Колумбусі виготовлено крокохід на 4-х кінцівках Phony Pony. Керівники — Р. Макгі, А. Френк[33].
- 1969 — компанія Bucyrus-Erie[en] в Бюсайресі (Огайо) побудувала драглайн (екскаватор) Big Muskie для видобутку породи у відкритих гірничих виробках — найбільшу крокувальну машину в світовій історії (власна маса — 13,5 тис. тонн, об'єм ковша — 170 м³ або 295 тонн породи)[30].
- 1971 — Інститут океанології АН СРСР[ru] спільно з Ленінградським політехнічним інститутом та іншими вузами створили телекерованого від ЕОМ підводного робота «Манта» з очутливленим захоплювальним пристроєм[34].
- 1972 — у Римському університеті створено крокохід на 2-х кінцівках[35].
- 1974 — у лабораторіях Вісконсінського університету в Медісоні сконструйовано крокохід на 3-х кінцівках Walking Machine.
- 1977 — у Московському фізико-технічному інституті створено крокохід на 2-х кінцівках[35].
- 1977 — перший крокохід з автономним керуванням на 6 кінцівках Hexapod виготовлено в лабораторіях Університету штату Огайо в Колумбусі. Керівник — Р. Макгі[30].
- 1980 — у Токійському технологічному інституті створено крокохід на 4-х кінцівках PV-II. Керівники — С. Хіросі, Й. Уметані[36].
- 1983 — у підрозділі удосконалених інтелектуальних машин (Advanced Intelligent Machines Division) корпорації Odetics в Анагаймі (Каліфорнія) на замовлення корпорації RCA виготовлено робот-крокохід з автономним управлінням на 6-ти кінцівках Odex[37][38].
- 1984 — у лабораторіях Університету штату Огайо в Колумбусі за контрактом ДАРПА виготовлено крокохід на 6-ти кінцівках Adaptive Suspension Vehicle (ASV)[ru]. Керівники — Р. Макгі, К. Волдрон[39][40][41].
- 1987 — демонстрація маневрувальних можливостей Adaptive Suspension Vehicle (ASV), визнаного вченою громадськістю найкращим роботом-крокоходом сучасності. Керівники — Р. Макгі, К. Волдрон[2].
- 1989 — у крокохідній лабораторії (Leg Laboratory) Массачусетського технологічного інституту, розташованій у Кембриджі (Массачусетс) створено робот-крокохід зі змінним темпом та способом ходу (кроком, риссю тощо). Керівник — М. Райберт[42].
- 1991 — корпорація Odetics на замовлення Науково-дослідного інституту електроенергетики[en] для Енергетичного управління штату Нью-Йорк[en] створювала робот-крокохід на 6 кінцівках Odex III для обслуговування атомних електростанцій[43].
- 1991 — у лабораторіях МІТ пройшов перші випробування стрибучий робот-кенгуру на 3-х кінцівках (дві «лапи» та «хвіст»). Керівник — М. Райберт[44].
- 1993 — виготовлені в лабораторіях МІТ робот-кенгуру на 3-х кінцівках і двоногий «байпед» на 2-х кінцівках «знімаються» в кіно (епізодична роль у гостросюжетному голлівудському бойовику «Сонце, що сходить»). Режисер — Ф. Кауфман[ru][44].
- 1993 — виготовлений у лабораторіях МІТ робот-тарган на 6 кінцівках імітує рух справжнього таргана, успішно пересувається лабораторією. Керівник — М. Райберт[44].
- 2005 — компанія Boston Dynamics У Волтемі (Массачусетс) створила робот-крокохід на 4-х кінцівках BigDog[45].
- Нині крокоходи (також часто звані «мехами») розробляє американська фірма Mechanized Propulsion Systems. Представники фірми обіцяють створити зразок, придатний для бойового застосування, до 2025 року.

## У науковій фантастиці
Одна з перших появ крокувальних машин відбулася у книгах класиків фантастики: Жюля Верна, в його романі «Паровий Дім», і в Герберта Веллса в романі «Війна світів».

### У масовій культурі
Фільми
- Робот ED-209 протистоїть Робокопу в трилогії Робокоп.
- У кіновсесвіті «Зоряних Воєн» на озброєнні військ Імперії стоять гігантські крокоходи AT-AT і легкі AT-ST. В розпорядженні Республіки — важкі AT-TE.
- У фільмі «Війна світів» використовують гігантські бойові триноги.
- Кроковик використано в одній з вигаданих сцен-мрій головної героїні фільму «Заборонений прийом».
- У фільмі «Захисники» можна побачити триногі бойові машини, керовані як вручну, так і автоматично, за допомогою установки ПУМ. Озброєні багатоствольними кулеметами, гарматою та керованими ракетами. Захоплені Августом Куратовим за допомогою пристрою «Модуль-1».

Відеоігри
- У відеоіграх Chrome[en] и Chrome SpecForce[ru] є можливість керувати кількома видами двоногих крокоходів.
- У всесвіті Warhammer 40,000 крокоходи широко представлені у вигляді кіборгів-дредноутів Космічного Десанту, машин-розвідників вартових Імперської гвардії, бойовими мехами Ельдар і Тау, Титанів-Гаргантів орков і крокувальних варіантів величезних машин Титанів
- Різні варіації крокоходів присутні як юніти в стратегіях StarCraft, BattleZone, Command & Conquer 2, War Front: Turning Point[en], Emperor: Battle for Dune[en], Command & Conquer 3, Warhammer 40,000: Dawn of War, Earth 2140[en], Earth 2150, Earth 2160.
- В шутерах Quake 4, Chrome, Unreal Tournament 3, Battlefield 2142[fr], F.E.A.R. 2: Project Origin, F.E.A.R. 3, Combat Arms[en], Black Ops 2 можна керувати крокувальними роботами.
- В онлайн-грі RF Online[ru] фахівці раси Беллато можуть керувати крокувальними роботами MAU.
- В іграх про всесвіт Star Wars.
- У серії ігор MechWarrior це основний пристрій, яким керує гравець. У серії ігор MechCommander, а також на аматорському MMO MegaMek гравець керує підрозділом подібних пристроїв у комбінації з іншою технікою.
- Сюжети відеоігор серії Metal Gear ґрунтуються на захопленні терористами крокувальних танків Metal Gear, які є крокувальними платформами для запуску ядерних ракет. Наприкінці майже кожної гри серії гравець має знищити Metal Gear.
- У грі Warcraft III: Reign of Chaos та її аддоні Warcraft III: The Frozen Throne у гоблінських лабораторіях за гроші можна найняти механічного дроворуба — Різака, яким керує гоблін. Ці машини певною мірою є мехами. Ці механізми присутні також і в MMORPG World of Warcraft.
- В іграх серії Half-Life 2 на озброєнні Альянсу стоять страйдери (англ. strider — «крокун»), бойові крокоходи, схожі на триноги марсіян, які описав Герберт Веллс.
- У грі Dishonored є патрульні в крокувальних костюмах, які також є мехами.
- Гра Titanfall майже повністю побудована на керуванні титаном, який є крокоходом.
- У грі Supreme Commander багато створюваних юнітів є крокоходами.